# ラトビアン・ハウンド
ラトビアン・ハウンド（英：Latvian Hound）は、ラトビア原産のセントハウンド犬種のひとつである。

## 歴史
1920年代にラトビアで森の動物を保護するため、法令の制定により狩猟のスタイルが大きく変更された。更に、使用する猟犬の大きさも体高を51cm以下にしなければならないという法令も決められ、以前からこの地で使役されてきた人気の猟犬種、カーランド・ハウンドが猟に使用できなくなってしまった。これを受けて作出されたのが本種ラトビアン・ハウンドで、カーランド・ハウンドにダックスフントやビーグルなどの体高の低い猟犬種を掛け合わせて作出された。初期のうちは使役する猟師によって容姿などにかなりのバラつきがあったが、1947年に基礎となる犬が40頭選択され、これをもとに種としての固定が行われた。1971年に固定が完了して犬種として完成し、公式のスタンダード（犬種基準）が発布された。
尚、猟犬のサイズが低いものに限定されたのは、狩猟の能率を悪くし、成功率を下げるためである。ここでいう「サイズを落とす」というのは単にサイズを小さくしてミニチュア化することではなく、サイズをやや小さくするのと同時に脚を短くするということである。これにより走るスピードが落ち、狩猟の成功率を下げて獲物の取りすぎを防ぐことができるのではないかとラトビア政府はみたのである。
本種はパックもしくは単独で獲物のにおいを追跡し、発見すると吠えて主人に知らせる。そして獲物を主人の待つ方へ追いかけて追い込み、待ち構えていた主人の猟銃によって獲物は仕留められる。狩る獲物はイノシシやシカなどの大型哺乳類が多いが、サイズが落ちたことによりノウサギなどの小型哺乳類などを狩ることができるようになった。
大半はラトビア国内で飼育されていて、他の国ではめったに見かけることのできない珍しい犬種である。ほとんどが実猟犬として飼育されていて、ペットやショードッグとして飼育されているものは稀である。

## 特徴
その姿は原種であるカーランド・ハウンドとは全く異なっている。やわらかく長い豊かなロングコートを持ち、防寒性が高い。毛色はブラック・アンド・タンやウルフ、ブロンズなど。耳は垂れ耳、尾はふさふさした垂れ尾。脚はカーランド・ハウンドと比べるとずいぶん短めだが、バセット系犬種ほど短くはない。脚はまっすぐで、猫足である。体高41〜48cmの中型犬で、性格は忠実で従順、家族に対して優しい。主人の命令には的確に従うことができ、しつけの飲み込みもよい。ただし、吠え声は大きくよく響き、運動量は多めである。